# Er und seine Schwester
Er und seine Schwester je německojazyčná verze československého filmu On a jeho sestra z roku 1931 v režii Karla Lamače a Martina Friče, v němž hlavní roli vytvořili Vlasta Burian a Anny Ondráková.

## Děj
Listonoš Spatz (Vlasta Burian) pomáhá své sestře Anny (Anny Ondráková) dostat hlavní roli v muzikálu „Růžové psaníčko“ a získat srdce ředitele divadla Holta. To se mu povede až po několika malérech a peripetiích. Podrobnější děj je v článku On a jeho sestra.

## Poznámka
Er und seine Schwester je německá verze českého zvukového filmu On a jeho sestra, oba se natáčely současně. Z řad německých herců se v tomto snímku objevili: Alexander Roda – Roda, André Pilot a další. Film režírovali stejně jako českou verzi Karel Lamač a Martin Frič, stejný byl i výrobní štáb. Burian zde hrál stejnou hlavní roli.

## Obsazení
| Vlasta Burian       | listonoš Spatz                  |
| Anny Ondráková      | Anny, Spatzova sestra           |
| André Pilot         | ředitel divadla Julian Holt     |
| Berthe Ostyn        | subreta Sabine Veldenová        |
| Hans Götz           | Haynau, přítel Sabiny Veldenové |
| Alexander Roda-Roda | ministr pošt                    |
| Paul Würtenberger   | inspicient                      |
| Eman Fiala          | listonoš                        |
| Jindřich Plachta    | listonoš                        |
| Josef Rovenský      | zaměstnanec divadla             |
| Přemysl Pražský     | zaměstnanec divadla             |
| Václav Žichovský    | šachista                        |
| Karel Schleichert   | čtenář novin v autoklubu        |
| Jára Beneš          | klavírista a dirigent orchestru |
| Jan W. Speerger     | Spatzův soused                  |
| Felix Kühne         | Spatzův soused                  |
| Roza Schlesingerová | Spatzova sousedka               |
| R. A. Dvorský       | zpívající listonoš              |
| Karel Vacek         | zpívající listonoš              |
| Václav Bláha        | zpívající listonoš              |

## Autorský tým
- Námět: Bernhard Buchbinder (divadelní hra)
- Scénář: Václav Wasserman, Richard Arvay
- Režie: Karel Lamač, Martin Frič
- Kamera: Otto Heller
- Hudba: Jára Beneš
- Texty písní: Charles Amberg, Leo Robin
- Výroba: Elektafilm

## Technické údaje
- Rok výroby: 1931
- Premiéra: 1931
- Zvuk: zvukový
- Barva: černobílý
- Délka: 89 minut
- Druh filmu: komedie, muzikál
- Země původu: Československo - Německo
- Jazyk: německý
- natočeno: v ateliéru